# لخ، چخ و روس

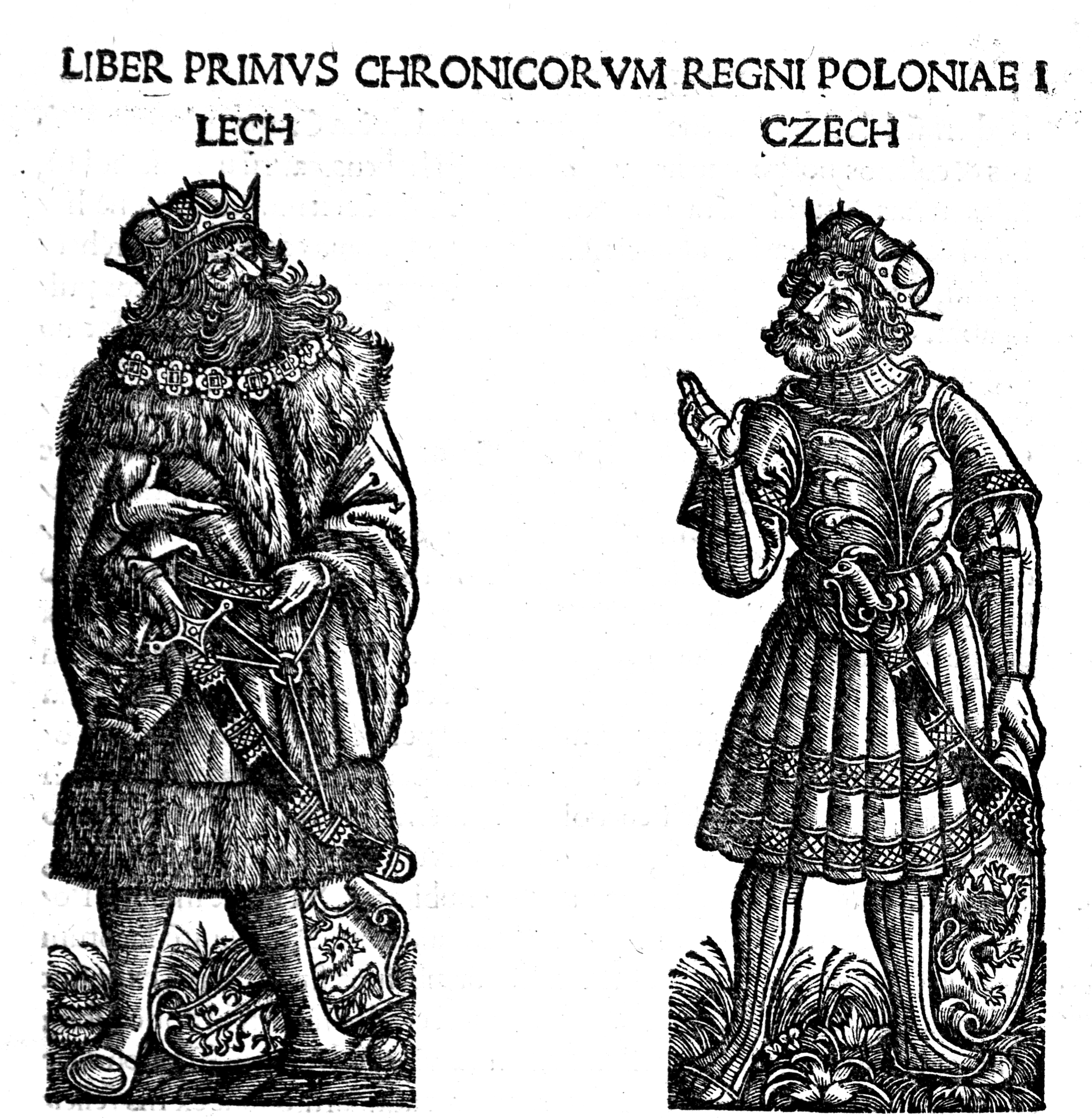
برادران لِخ و چِخ، بنیانگذاران ملت‌های لخیا (لهستان) و بوهم، در کتاب کرونیکا پولونوروم (۱۵۰۶ میلادی).

لِخ، چِخ و روس (Lech, Čech, and Rus)، سه برادر افسانه‌ای هستند که سه ملت اسلاو با نام‌های لخیا (لهستان)، چخیا (بوهم، موراوی و سیلیزیا و جمهوری چک) و روسنیا (کشورهای امروزین روسیه، بلاروس و اوکراین) را بنیان نهادند. نسخه‌های گوناگونی از این افسانه وجود دارد و در برخی مناطق تعداد برادران را دو یا تنها یکی بیان کرده‌اند.

## نسخه‌های افسانه

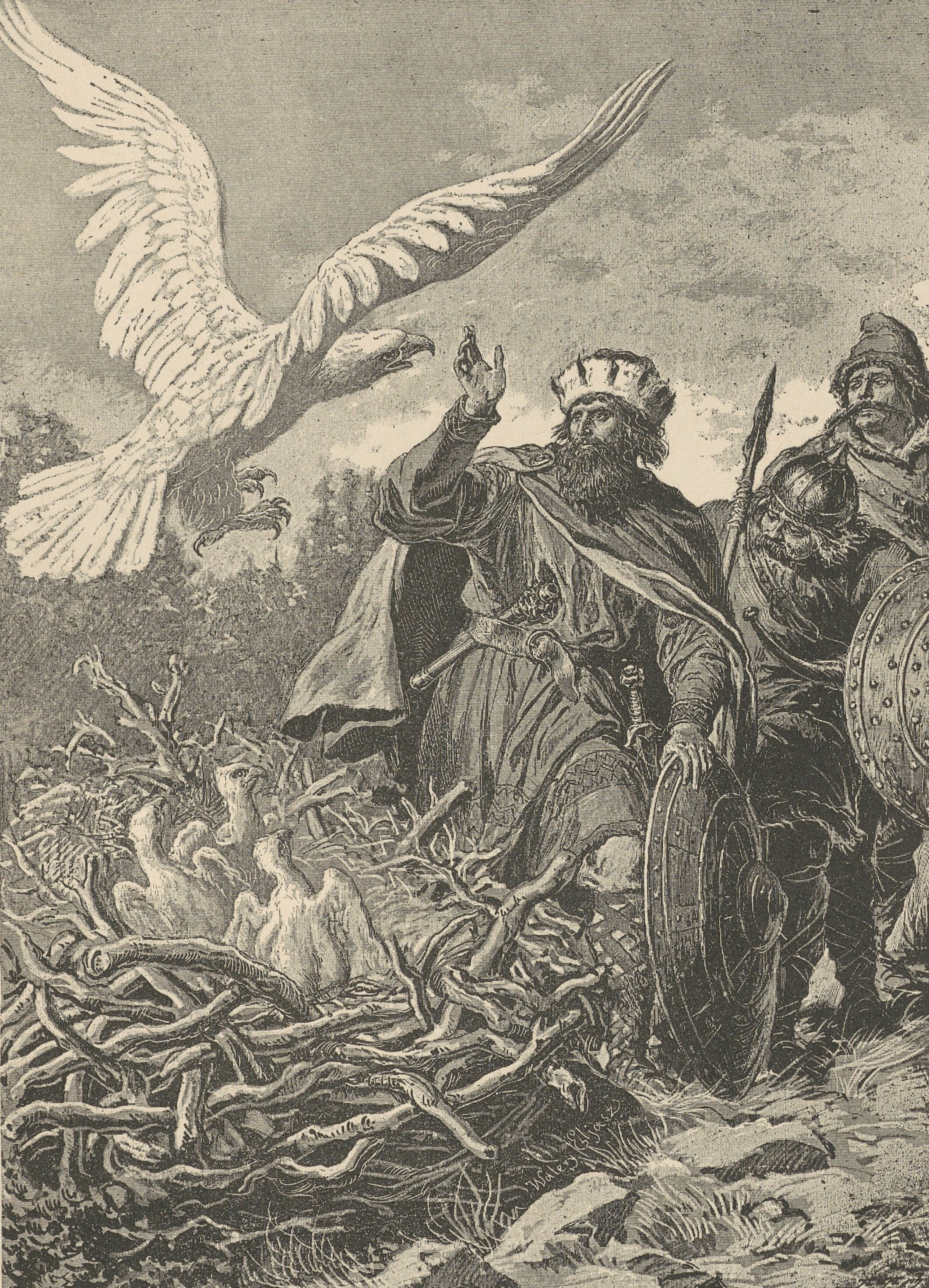
برادران لِخ، چِخ و روس در برابر آشیانه عقاب سفید. نقاشی از والری الیاس رادزیکوسکی (۱۸۴۱ - ۱۹۰۵).

در نسخه لهستانی این افسانه آمده که این سه برادر با هم به شکار رفتند که با تعقیب طعمه‌های متفاوت از یکدیگر جدا شدند. روس به شرق رفت، چِخ به غرب رفت و بر کوه ریپ در بوهم ساکن شد و لِخ به سمت شمال رفت. لِخ به دنبال تیر خود می‌گشت که به عقاب سفید خشمگینی رسید که از لانه‌اش مراقبت می‌کرد. او دیدن این منظره در سرخی غروب خورشید را خوش‌یمن دانست و تصمیم گرفت در همان منطقه ساکن شود. او این منطقه را نیزنو (Gniezno) (واژه gniazdo به لهستانی یعنی لانه) نامید و عقاب سفید را به عنوان نشان خود برگزید که هنوز به عنوان نشان کشور لهستان بکار می‌رود و پرچم این کشور نیز به معنی خورشید در حال غروب است.
نام‌های دیگر لِخ عبارتند از: لِخوس (Lechus)، لاخوس (Lachus)، لستوس (Lestus) و لاسزک (Leszek).
چِخ یا پرائوتیک چِخ (Praotec Čech) (پدر اولیه چِخ) از نام لاتین بوهموس (Bohemus) گرفته شده است. (از قبیله سلتیک بویی که لاتین آن Boiohaemum است و در سرزمین‌های چک زندگی می‌کردند.)
در نسخه‌ای دیگر از افسانه که در جمهوری چک بیان می‌شود تنها دو برادر بوده‌اند. الویس جیراساک در کتاب خود بیان کرده که دو برادر، چِخ و لِخ از اروپای مرکزی به شرق آمدند که یکی ملت چک و دیگری ملت لهستان را بنیان نهادند.
افسانه‌ای مشابه (که نام‌های آن کمی تغییر کرده‌اند) در داستان‌های محلی دو نقطه از کرواسی وجود دارد: در گویش کایکاویان در منطقه هرواتسکو زاگوریه (شمال کرواسی) و در گویش چاکاویان در پولیسا (دالماسی مرکزی). نسخه کروات افسانه در سال ۱۹۴۰ بدست اس. ساکاچ بررسی و تحلیل شده‌است.

## افسانه در برابر واقعیت
اولین نسخه داستان لِخ، چِخ و روس در لهستان در کتاب تاریخچه لهستان بزرگ (Wielkopolska Chronicle) آمده است که در سال ۱۲۹۵ در پوزنان نوشته شده‌است. در تاریخ‌نگاری‌های بوهمی، چِخ به تنها یا با لِخ آورده شده‌است و اولین بار نام او در کسماس پراگ (سال ۱۱۲۵ میلادی) آمده‌است.
این افسانه نشان می‌دهد که در سده سیزدهم میلادی، سه قوم بزرگ اسلاو از ریشه مشترک زبان، فرهنگ و نژاد خود آگاه بوده‌اند. همچنین این افسانه با این واقعیت که سرزمین مادری اسلاوها در شرق اروپا است همخوانی دارد. این منطقه با پروتو-ایندو-یوروپینز دارای نقطه اشتراک است. در چارچوب فرضیه کورگان آمده که هندو-اروپایی‌هایی که پس از مهاجرت باقی ماندند به زبان بالتو-اسلاوی سخن گفتند.

## درختان بلوط روگالین

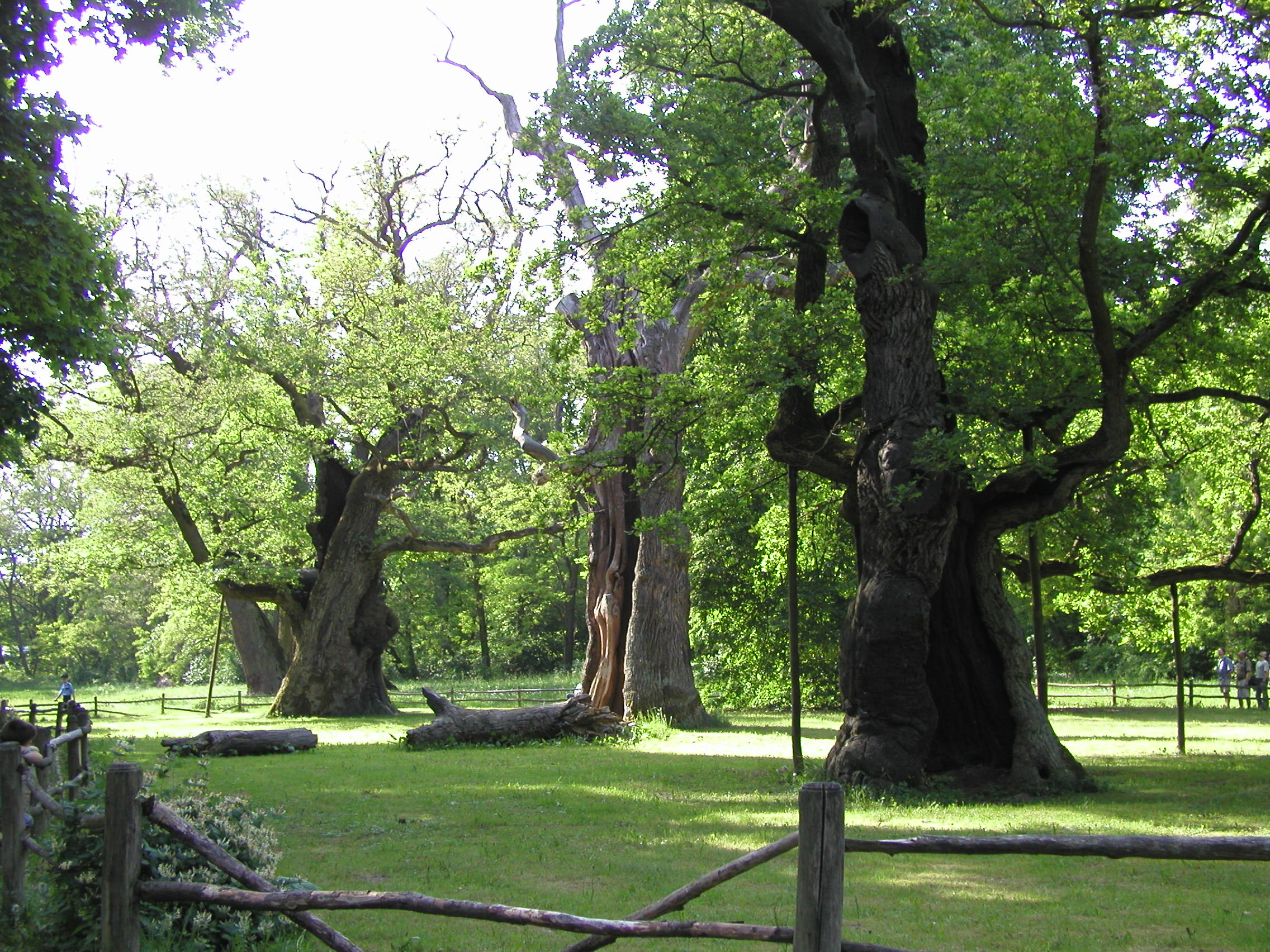
درختان بلوط روگالین، لِخ، چِخ و روس.

لِخ، چِخ و روس سه درخت بلوط کهنسال در باغی نزدیک به کاخ روگالین در لهستان بزرگ هستند که هرکدام چندصدسال عمر دارند و ارتفاع آنها بین ۲۳ تا ۳۰ فوت است. (۷ تا ۹ متر) این درختان به عنوان منابع طبیعی ملی به حساب آمده و تحت حفاظت‌اند.